# اسپای گلس هیل گلف کورس
اسپای گلس هیل گلف کورس (به انگلیسی: Spyglass Hill Golf Course) یک منطقهٔ مسکونی در ایالات متحده آمریکا است که در کالیفرنیا واقع شده‌است.